# The Isley Brothers
The Isley Brothers é uma banda norte-americana de soul e R&B originária de Cincinnati, Ohio, que começou como um trio vocal composto pelos irmãos O'Kelly Isley Jr., Rudolph Isley e Ronald Isley. O grupo foi citado como tendo desfrutado de uma das "carreiras mais longas, mais influentes e mais diversas no panteão da música popular".
Ao lado de um quarto irmão, Vernon, o grupo tocou música gospel até a morte de Vernon alguns anos após a sua formação. Depois de se mudar para a cidade de Nova York no final da década de 1950, o grupo teve seus primeiros sucessos, atingindo proeminência em 1959 com o quarto single, "Shout", escrito pelos três irmãos. Inicialmente um single modesto, a canção eventualmente vendeu mais de 1 milhão de cópias. Depois, o grupo gravou para uma variedade de gravadoras, incluindo o Top 20 single, "Twist and Shout" e o single "This Old Heart of Mine (Is Weak for You)" pela Motown antes de gravar e lançar o sucesso premiado pelo Grammy, "It's Your Thing" pela sua própria gravadora, a T-Neck Records.
Influenciado pela música gospel e doo-wop, o grupo começou a experimentar diferentes estilos musicais incorporando elementos de rock e funk, bem como baladas pop. A inclusão dos irmãos mais novos Ernie Isley (guitarra principal, bateria) e Marvin Isley (baixo), e o cunhado de Rudolph, Chris Jasper (teclados, sintetizadores), em 1973 transformou o trio vocal original em uma banda completa. Na década seguinte, eles gravaram os álbuns mais vendidos, incluindo The Heat Is On e Between the Sheets.
A formação de seis membros da banda se encerrou em 1983, com Ernie, Marvin e Chris Jasper formando o grupo spin-off de curta duração Isley-Jasper-Isley. O integrante mais velho, O'Kelly, morreu em 1986. Depois Rudolph e Ronald lançaram dois álbuns como uma dupla, antes de Rudolph retirar-se para se tornar ministro cristão em 1989. Ronald reestruturou o grupo dois anos depois, em 1991, com Ernie e Marvin. Cinco anos depois, em 1996, Marvin Isley deixou o grupo devido a complicações da diabetes. A dupla restante Ronald e Ernie obteve sucesso com os álbuns Eternal (2001) e Body Kiss (2003), sendo que Eternal gerou o maior sucesso no Top 20, "Contagious". O The Isley Brothers permaneceu em atividade sob essa formação de dupla.
O The Isley Brothers teve quatro singles Top 10 nas paradas da Billboard dos Estados Unidos. No total, 16 álbuns alcançaram o Top 40, sendo 13 desses álbuns disco de ouro, platina ou multi-platina pela RIAA. Os irmãos foram homenageados por várias instituições musicais, incluindo a inclusão no Rock and Roll Hall of Fame em 1992. Cinco anos depois, foram incluídos no Rockwalk de Hollywood e, em 2003, no Vocal Group Hall of Fame.

## História

### Origens e primeiras gravações
Os Isley Brothers vieram originalmente de Cincinnati, Ohio, e foram criados no subúrbio de Lincoln Heights, eventualmente se estabelecendo na cidade satélite de Blue Ash quando eram adolescentes. O pai deles, O'Kelly Isley, Sr., ex-marinheiro da Marinha dos Estados Unidos e performer de vaudeville de Durham, Carolina do Norte, e sua mãe Sallye, da Geórgia, orientaram os quatro filhos mais velhos de Isley a cantarem na igreja. Os irmãos começaram a se apresentar juntos em 1954, modelando-se após grupos como Billy Ward and His Dominoes e The Dixie Hummingbirds. Eventualmente, eles conseguiram uma vaga na Amateur Hour de Ted Mack, onde venceram a competição (o prêmio era um relógio). Com Vernon cantando os vocais principais, o quarteto logo começou a turnê por todo o leste dos EUA, tocando em uma variedade de igrejas. Quando Vernon tinha treze anos, ele foi morto por um carro que o atingiu quando estava andando de bicicleta em sua vizinhança. Devastado, o trio restante se dissolveu.
Eventualmente persuadidos a se reagruparem, com Ronnie assumindo a posição vocal principal, os irmãos decidiram gravar música popular e deixaram Cincinnati para Nova York em 1957 com as bênçãos de seus pais. O grupo entrou em contato com Richard Barrett, que logo os colocou em contato com uma variedade de produtores de discos de Nova York. Eles finalmente tiveram suas primeiras canções gravadas produzidas por George Goldner, incluindo "Angels Cried" e "The Cow Jumping Over the Moon" para os selos Teenage, Cindy e Mark X. As canções foram apenas hits regionais, no entanto. Em 1959, o grupo fez um contrato de gravação com a RCA Records. Mais tarde naquele ano, o grupo gravou sua primeira composição juntos, "Shout", misturando sua marca de vocais gospel e harmonias doo-wop, uma canção derivada de uma performance de clube em Washington, DC, na qual os irmãos haviam feito uma versão cover de "Lonely Teardrops" de Jackie Wilson. "A versão original da canção alcançou o número 47 na Billboard Hot 100 e nunca alcançou a parada de R&B. No entanto, vendeu mais de um milhão de cópias e foi premiado com um disco de ouro pela RIAA. As gravações de acompanhamento na RCA falharam nas paradas e os irmãos deixaram a gravadora em 1961 e depois assinaram com a Scepter Records. Em 1962, os Isley Brothers marcaram seu primeiro hit top 40 com a canção de Bert Berns, "Twist and Shout", que alcançou o número 17 no Hot 100 e o número 2 na parada de R&B, permanecendo nas paradas por 19 semanas. A canção havia sido produzida por Berns para os irmãos ensinarem o produtor Phil Spector a produzir um hit.
Movendo suas operações inteiras para Nova Jersey, os irmãos continuaram se esforçando para gravar e, finalmente, formaram a T-Neck Records em 1964. Durante esse período, Jimi Hendrix começou a tocar guitarra para a banda dos irmãos. Trazendo Hendrix com eles para o estúdio, eles gravaram a canção "Testify". Mais tarde, Hendrix contribuiu com guitarra para outro single dos Isleys, "Move On Over e Let Me Dance", que foi gravado pelo T-Neck e distribuído pela Atlantic Records. Depois que as duas canções falharam nas paradas e Hendrix deixou o Isleys para sempre em 1965, os irmãos assinaram com a Motown Records. No início do ano seguinte, o grupo lançou seu segundo single do Top 40, "This Old Heart of Mine (Is Weak for You)". Enquanto as gravações dos Isley Brothers com a Motown foram mais bem-sucedidas do que seus trabalhos anteriores, eles lutaram para conseguir um sucesso no Top 40 com a gravadora. Eles deixaram a Motown em 1968.

### Maiores sucessos
Ressuscitando sua gravadora T-Neck naquele ano, os irmãos assinaram um contrato de distribuição com a Buddah Records e lançaram "It's Your Thing" em fevereiro de 1969. A canção, que contou com a primeira aparição de Ernie Isley no baixo, se tornou seu maior sucesso até hoje, alcançando o número 2 no Hot 100 e o número 1 no gráfico de R&B. O álbum principal da canção, It's Our Thing, alcançou o número 22 na parada de LPs pop, e "It's Your Thing" se tornou o segundo milhão de vendedores do grupo e ganhou um Grammy Award. O lançamento de "It's Your Thing" trouxe conflitos entre a Isleys e a Motown, pois a Motown argumentou que o grupo havia gravado a canção enquanto ainda estava sob seu contrato com a Motown. Uma decisão do tribunal de 1975 acabou sendo encontrada a favor dos Isley.
Em 1971, os irmãos mais novos de Isley, Ernie e Marvin, e seu cunhado Chris Jasper começaram a se juntar à música da banda, apresentando-se pela primeira vez no Isleys 'Givin' It Back. O álbum contou com reinterpretações de canções de rock, misturando-as com elementos funk e gospel. Os novos membros tiveram um papel ainda maior no álbum de 1972, Brother, Brother, Brother. Ambos os álbuns renderam os 40 melhores hits, incluindo "Love the One You With With" e "Pop That Thang". No final de seu contrato com a Buddah, em 1973, os irmãos haviam assinado um contrato de distribuição com a Epic Records e teve como membros oficiais, Ernie, Marvin e Chris. Em 1973, o Isleys lançaram 3 + 3, que incluiu o single Top 10, "That Lady" e uma capa do Top 10 do Reino Unido "Summer Breeze". Incorporando hard rock e folk rock, além de baladas funk e soul, o álbum se tornou seu sucesso, vendendo mais de dois milhões de cópias.
No ano seguinte, o álbum Live It Up alcançou o ouro. Em 1975, os irmãos fizeram uma de suas gravações mais bem-sucedidas, The Heat Is On, que apresentou os hits "Fight the Power" e "For the Love of You", e se tornaram seu primeiro álbum a alcançar o número 1 na parada de pop LPs. , com dupla platina com dois milhões de cópias vendidas. Os irmãos teriam mais álbuns de sucesso, incluindo Harvest for the World (1976), Go for Your Guns (1977) e Showdown (1978), todos que eram dourados ou platinados, e rendeu vários singles pop e R&B e top 40 populares. cortes de rádio. Em 1979, com o lançamento de Winner Takes All, os irmãos incorporaram disco e música silenciosa de tempestade em seu trabalho. O álbum final dos Isley Brothers sob sua formação de seis membros, Between the Sheets (1983), vendeu mais de dois milhões de cópias. Até então, lutas financeiras, dificuldades criativas e outras questões afetavam o grupo. Logo após o sucesso de Between the Sheets, Ernie, Marvin e Chris deixaram os Isley Brothers e formaram Isley-Jasper-Isley. Mais tarde, eles gravaram o hit "Caravan of Love".

### Carreira posterior
Em 1985, o trio original O'Kelly, Rudy e Ronnie, assinou com a Warner Bros. Records e gravou e lançou o álbum Masterpiece. Pouco depois de um ano, Kelly Isley morreu de um ataque cardíaco enquanto lutava contra o câncer, em março de 1986. A dupla restante, Ron e Rudy lançou os álbuns produzidos por Angela Winbush, Smooth Sailin 'em 1987 e Spend the Night em 1989. Logo após o último lançamento, Rudy se aposentou da indústria da música e seguiu a vida no ministério. Ron colocou o grupo em um breve hiato em 1990 enquanto gravava material solo. Em 1991, Ron reviveu o grupo; Ernie Isley e o irmão Marvin retornaram ao redil. naquele ano eles lançaram o álbum Tracks of Life. Cinco anos depois, Ron Isley ganhou popularidade como vilão em vídeo Frank Biggs (ou Mr. Biggs) no videoclipe do hit de R. Kelly, "Down Low (Nobody Has to Know)", que incluía os Isley Brothers como artistas de destaque. O sucesso da canção e seu vídeo ajudaram o álbum dos irmãos, Mission to Please a alcançar o status de platina.
Nesse mesmo ano, a carreira de Marvin Isley terminou após um ataque de diabetes o forçar a amputar as duas pernas. Ron e Ernie continuaram como dupla a partir de então. Em 2001, a dupla lançou seu álbum mais vendido em anos com Eternal, que vendeu mais de dois milhões de cópias e apresentou o top 20 de hits "Contagious", tornando os Isley Brothers o único grupo para alcançar o Hot 100 (na verdade, as 50 principais desse gráfico) durante as décadas de 1950, 1960, 1970, 1980, 1990 e 2000. Dois anos depois, o álbum Body Kiss dos irmãos alcançou o número um na parada de álbuns da Billboard 200, tornando-se o segundo em alcançar a posição e o primeiro a fazê-lo desde The Heat Is On. Seus próximos dois álbuns lançados incluíram Baby Makin 'Music, de 2006, e o álbum de férias de 2007, I'm Be Home for Christmas. Em 2007, a carreira dos Isleys foi interrompida pela sentença de três anos de prisão de Ron Isley por sonegação de impostos. Ele foi libertado em 2010. Em junho daquele ano, o irmão mais novo Marvin Isley morreu em Chicago após sua longa luta com diabetes. Durante o hiato do grupo, Ernie excursionou como parte do festival de concertos Experience Hendrix, enquanto Ron Isley lançou seu primeiro álbum solo, Sr. I, em 2010. Um ano depois, Ron e Ernie se reuniram e se apresentaram na estrada.

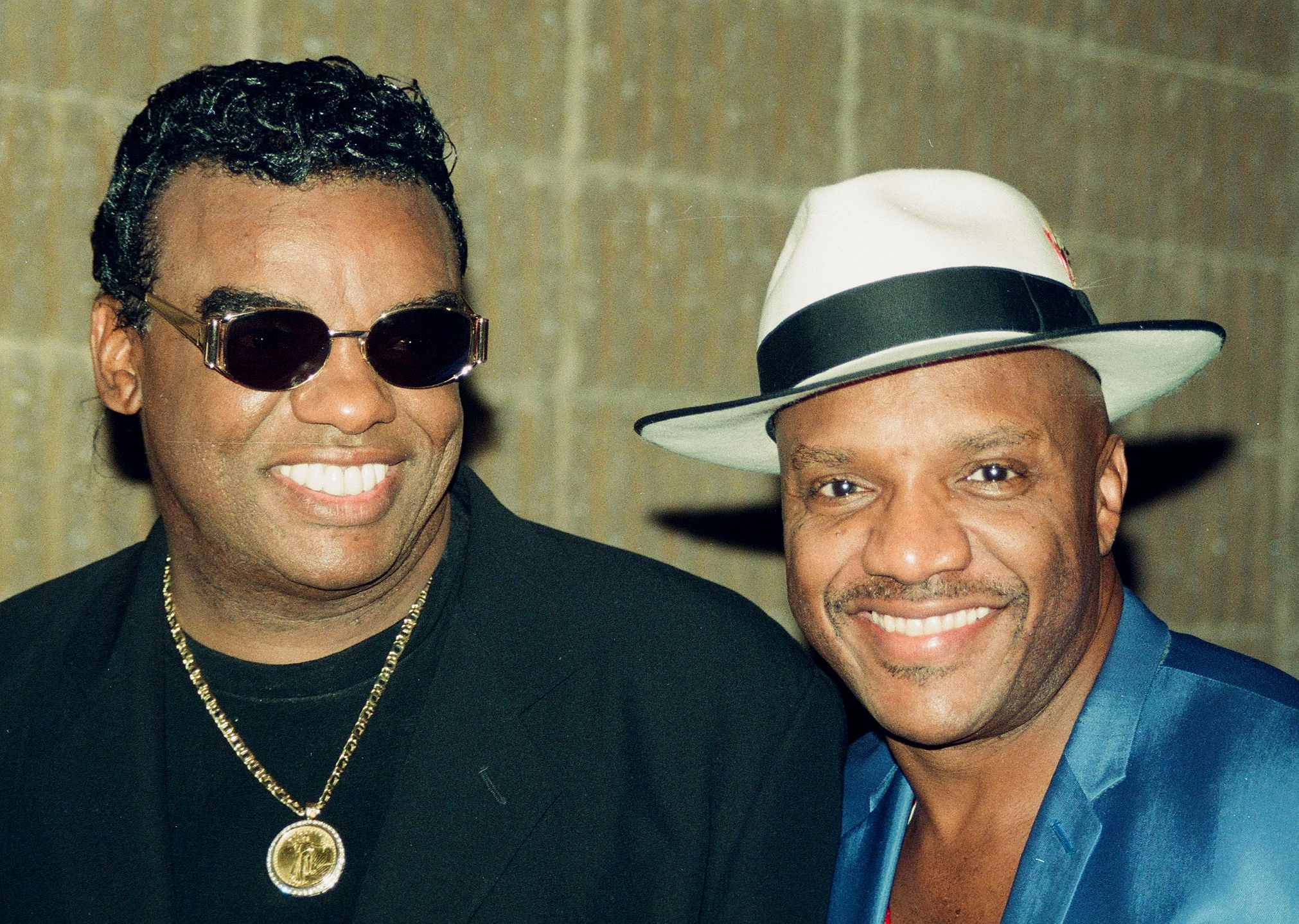
Ron e Ernie Isley em 1996

Em 1993, a canção "The Footsteps in the Dark", do The Isley Brothers, foi sampleada pelo artista de hip-hop Ice Cube no single "It Was a Good Day".
Em 1994, a canção "Between the Sheets", do The Isley Brothers, foi sampleada por The Notorious B.I.G. no seu hit "Big Poppa". No mesmo ano, a cantora de R&B Aaliyah fez uma versão cover de (At Your Best) You Are Love" no seu álbum de estréia.
Após a separação de Isley-Jasper-Isley em 1987, Chris Jasper continuou como artista solo, multi-instrumentista e produtor, formando sua própria gravadora independente, a Gold City Records. Desde então, ele lançou 14 álbuns solo, incluindo 4 álbuns gospel. Ele lançou o hit número 1 do R&B "Superbad" em 1988, uma canção que enfatizava a importância da educação, um tema que Jasper continua enfatizando em muitas das canções que ele escreveu desde seus dias com as Isleys. Em janeiro de 2013, Jasper lançou Inspired: By Love, By Life, By the Spirit, uma compilação de canções de amor, além de faixas socialmente conscientes e espirituais. Em cover de 2014, Jasper lançou The One, uma reminiscência do soul, R&B e funk que ele escreveu para o Isleys. Em 2016, Jasper lançou o Share With Me, que incluiu uma capa do hit de Billy Preston, "You Are So Beautiful" e uma faixa chamada "America", uma homenagem à nação e um chamado para se reunir. Em abril de 2018, Jasper lançou um single duplo "The Love That You Give/It's a Miracle" de seu décimo quinto álbum solo, Dance With You, lançado em julho de 2018. Jasper, formado em direito em 2004, continuou escrevendo, gravando e tocando todas as canções de seus álbuns solo e produzindo artistas para sua gravadora Gold City, incluindo Liz Hogue, Out Front e Brothaz By Choice. A mais recente adição à gravadora Gold City é o filho de Jasper, Michael Jasper, compositor, cantor e roteirista, formado em direito em 2018. Em 1989, Jasper escreveu, produziu e se apresentou em "Make It Last" para o álbum CK de Chaka Khan. Em 2015, em conjunto com a Sony Music, Jasper lançou o Essential Chris Jasper, que abrange todas as faixas nas quais Jasper cantou durante seus anos Isley-Jasper-Isley e carreira solo na CBS/Sony Music. Em 2015, ele recebeu o German Record Critics Lifetime Achievement Award ("Preis der deutschen Schallplattenkritik"). Em 2016, Jasper foi agraciado com o Prêmio Nacional pela R&B Society Lifetime Achievement Award.
Em 2017, Ernie e Ronnie Isley colaboraram com o guitarrista Carlos Santana e lançaram Power of Peace, lançado em 28 de julho pela Legacy Recordings, da Sony Music.